# Norm MacDonald
Norman Gene Macdonald (Québec, 1959. október 17. – Los Angeles, 2021. szeptember 14.) kanadai stand-up humorista, író és színész.
Korábban a Roseanne című sitcom írója volt, és vendégként feltűnt a The Drew Carey Show és NewsRadio című műsorokban is. Ezután az SNL tagja volt öt évig. Ezután szerepelt az 1998-as Dirty Work című filmben, illetve volt egy rövid életű vígjátéksorozata is, The Norm Show címmel. Ő volt továbbá korábban a Family Guy-ban a Halál hangja, illetve a Tündéri keresztszülőkben Norm, a dzsinn hangja volt két epizód erejéig. (A dzsinn nevét is ő ihlette.)
A Paste magazin "Minden idők 50 legjobb stand-up komikusa" listáján a 31. helyet szerezte meg.

## Élete és pályafutása
Québecben született és nevelkedett. Szülei tanárok voltak.
Stand-uposként kezdte karrierjét, többször is fellépett ottawai klubokban. Miután 1986-ban fellépett a Just for Laughs Festivalon, a Montreal Gazette az "ország egyik legjobb komikusának" nevezte. 1990-ben szerepelt a Star Search című tehetségkutató műsorban. Ezt követően a Roseanne írója lett, majd kilépett, hogy csatlakozzon az SNL-hez.
1993-ban csatlakozott a műsorhoz, ahol olyan hírességeket imitált, mint Larry King, Burt Reynolds, David Letterman, Quentin Tarantino, Charles Kuralt, Bob Dole stb. 1998-ban rúgták ki, helyére Colin Quinn került.
Van egy idősebb testvére, Neil Macdonald, aki a CBC News-nál dolgozik riporterként, illetve van egy bátyja, Leslie. A Quebec High School tanulója volt, később a Gloucester High Schoolba járt.
1988-ban vette feleségül Connie Vaillancourt-t. Egy fiuk van, Dylan (1993). 1999-ben elváltak.

## Halála
2021. szeptember 14-én hunyt el akut leukémiában. Már kilenc évvel ezelőtt is diagnosztizálták a betegséggel, de csak pár közeli barátjának és családtagjainak árulta el ezt, mivel tartott tőle, hogy ez "rontana a megítélésén". Több ismert humorista is gyászolta őt, például David Letterman, Conan O'Brien, Steve Martin, Jim Carrey, Adam Sandler, Seth Rogen, Seth MacFarlane, Jim Gaffigan, Patton Oswalt és Sarah Silverman.

## Filmográfia

### Film
| Év   | Magyar cím                                  | Eredeti cím                        | Szerep                           | Magyar hang         |
| ---- | ------------------------------------------- | ---------------------------------- | -------------------------------- | ------------------- |
| 1995 | Billy Madison – A dilidiák                  | Billy Madison                      | Frank                            | Tóth Sándor         |
| 1996 | Larry Flynt, a provokátor                   | The People vs. Larry Flynt         | riporter                         |                     |
| 1998 | Bérbosszú Bt. – Megfizetünk, ha megfizetnek | Dirty Work                         | Mitch Weaver                     | Kálloy Molnár Péter |
| 1998 | Bérbosszú Bt. – Megfizetünk, ha megfizetnek | Dirty Work                         | Mitch Weaver                     | Kassai Károly       |
| 1998 | Dr. Dolittle                                | Dr. Dolittle                       | Mázli (hangja)                   | Szombathy Gyula     |
| 1999 | Tök alsó                                    | Deuce Bigalow: Male Gigolo         | csapos (stáblistán nem szerepel) | Imre István         |
| 1999 | Ember a Holdon                              | Man on the Moon                    | Michael Richards                 |                     |
| 2000 | Kutyaütők                                   | Screwed                            | Willard Fillmore                 | Csuja Imre          |
| 2001 | Tök állat                                   | The Animal                         | bandatag (cameo)                 | Hajdu Steve         |
| 2001 | Dr. Dolittle 2.                             | Dr. Dolittle 2                     | Mázli (hangja)                   | Szombathy Gyula     |
| 2005 | Tök alsó 2. – Európai turné                 | Deuce Bigalow: European Gigolo     | Earl McManus (cameo)             | Bácskai János       |
| 2006 | Pingvin-show                                | Farce of the Penguins              | pingvin (hangja)                 |                     |
| 2006 | Dr. Dolittle 3.                             | Dr. Dolittle 3                     | Mázli (hangja)                   | Kristóf Tibor       |
| 2007 | A te napod                                  | Senior Skip Day                    | Mr. Rigetti                      | Fillár István       |
| 2007 |                                             | Christmas Is Here Again            | Buster a róka (hangja)           |                     |
| 2008 | Dr. Dolittle: Apja lánya                    | Dr. Dolittle: Tail to the Chief    | Mázli (hangja)                   | Szombathy Gyula     |
| 2008 | Niko: Repülj a csillagokig                  | The Flight Before Christmas        | Julius (hangja)                  |                     |
| 2009 | Ki nevet a végén?                           | Funny People                       | önmaga (cameo)                   |                     |
| 2009 | Dr. Dolittle: Millió dolláros szőrmókok     | Dr. Dolittle: Million Dollar Mutts | Mázli (hangja)                   | Csankó Zoltán       |
| 2010 | Nagyfiúk                                    | Grown Ups                          | Geezer (cameo)                   |                     |
| 2010 |                                             | Hollywood & Wine                   | Sid Blaustein                    |                     |
| 2011 | Jack és Jill                                | Jack and Jill                      | Funbucket (cameo)                | Rosta Sándor        |
| 2012 |                                             | The Adventures of Panda Warrior    | King Leo (hangja)                |                     |
| 2012 | Mancs, a vámpírkutya                        | Vampire Dog                        | Fang (hangja)                    | Pálfai Péter        |
| 2012 |                                             | The Outback                        | Quint (hangja)                   |                     |
| 2014 | A 7. törpe                                  | The 7th Dwarf                      | Burner a sárkány (hangja)        |                     |
| 2015 | Nevetséges hatos                            | The Ridiculous Six                 | vásárló (cameo)                  |                     |
| 2017 | Indi, az utolsó kereszteskutya              | Treasure Hounds                    | Skipper (hangja)                 |                     |
| 2019 | Klaus – A karácsony titkos története        | Klaus                              | Mogens (hangja)                  |                     |

## Fordítás
- Ez a szócikk részben vagy egészben  a   Norm Macdonald című angol Wikipédia-szócikk ezen változatának fordításán alapul.  Az eredeti cikk szerkesztőit annak laptörténete sorolja fel. Ez a jelzés csupán a megfogalmazás eredetét és a szerzői jogokat jelzi, nem szolgál a cikkben szereplő információk forrásmegjelöléseként.